# Herbulotides ino
Herbulotides ino là một loài bướm đêm trong họ Geometridae.